# Gerhard Schindler
Gerhard Schindler (ur. 4 października 1952 w Kollig) – niemiecki prawnik i polityk, od 2012 prezydent Bundesnachrichtendienst (BND) – niemieckiej agencji wywiadowczej.

## Życiorys
Rodzice Schindlera pochodzą z terenów dzisiejszej Besarabii i Siedmiogrodu. W 1972 roku ukończył edukację na poziomie średnim i odbył służbę wojskową w jednostce powietrznodesantowej Bundeswehry. W 1974 roku rozpoczął studia prawnicze na Uniwersytecie Kraju Saary, które ukończył w 1984 roku, po czym rozpoczął pracę w Bundesgrenzschutz (niemieckiej straży granicznej). Od 1985 roku pracował w zachodnioniemieckim MSW. W latach 1987–1989 pracował w Bundesamt für Verfassungsschutz (Federalnym Urzędzie Ochrony Konstytucji) w Kolonii, po czym wrócił do poprzedniej pracy, gdzie zajmował stanowiska m.in. szefa departamentu „Nowoczesne Państwo – Nowoczesna Administracja”.
W 2003 roku został szefem departamentu ds. antyterroryzmu.
Od 2012 roku stał na czele Bundesnachrichtendienst – niemieckiej agencji wywiadowczej, jako jej 11. prezydent. W połowie 2016 roku został odwołany ze stanowiska.
Od listopada 2016 roku jest konsultantem ds. bezpieczeństwa w niemieckiej firmie consultingowej Friedrich30.
Od czasów studiów związany z Wolną Partią Demokratyczną.
W latach 1989–1994 był członkiem władz miasta Nörvenich.
Jest żonaty i ma jedno dziecko.